# Столяров, Олег Александрович
Олег Александрович Столяров (31 июля 1932, Днепропетровск — 10 февраля 2022, Москва) — советский и российский инженер-конструктор, учёный, специалист в области микроэлектроники, разработки систем технических средств охраны и создания регистрирующей аппаратуры для физических измерений.

## Биография
Окончил Московский энергетический институт (1956).
В 1956—1968 гг. работал в РФЯЦ-ВНИИТФ: старший техник, инженер, начальник группы, начальник отдела.
В 1968—1977 гг. во ВНИИХТ: начальник лаборатории, начальник спецотдела, в состав спецотдела вошли четыре научно-исследовательские лаборатории, опытно-конструкторский сектор и спецгруппа. Занимался проведением НИОКР по созданию мало-заметных и надежных средств и систем охранной сигнализации. С 1972 года преподавал и читал лекции на тему ТСО и ТСФЗ на Спецкафедре ЦИПК МСМ СССР.
В 1977—1986 гг. во ВНИИФП: начальник отдела, заместитель директора — первый заместитель главного конструктора.
С 1986 по 2008 г. работал в НИИИТ (ВНИИА): заместитель главного конструктора — начальник отделения, генеральный директор ГУДП «НИИИТ-Сигма», начальник лаборатории комплексных испытаний и стендового оборудования.
Кандидат технических наук.

## Награды
- Государственная премия СССР (1971 г.) — за участие в разработке и внедрении комплекса специальных приборов.
- Премия Правительства РФ (1999 г.) — за создание и внедрение в России системы метрологического обеспечения в сейсмометрии.